# Rijpen

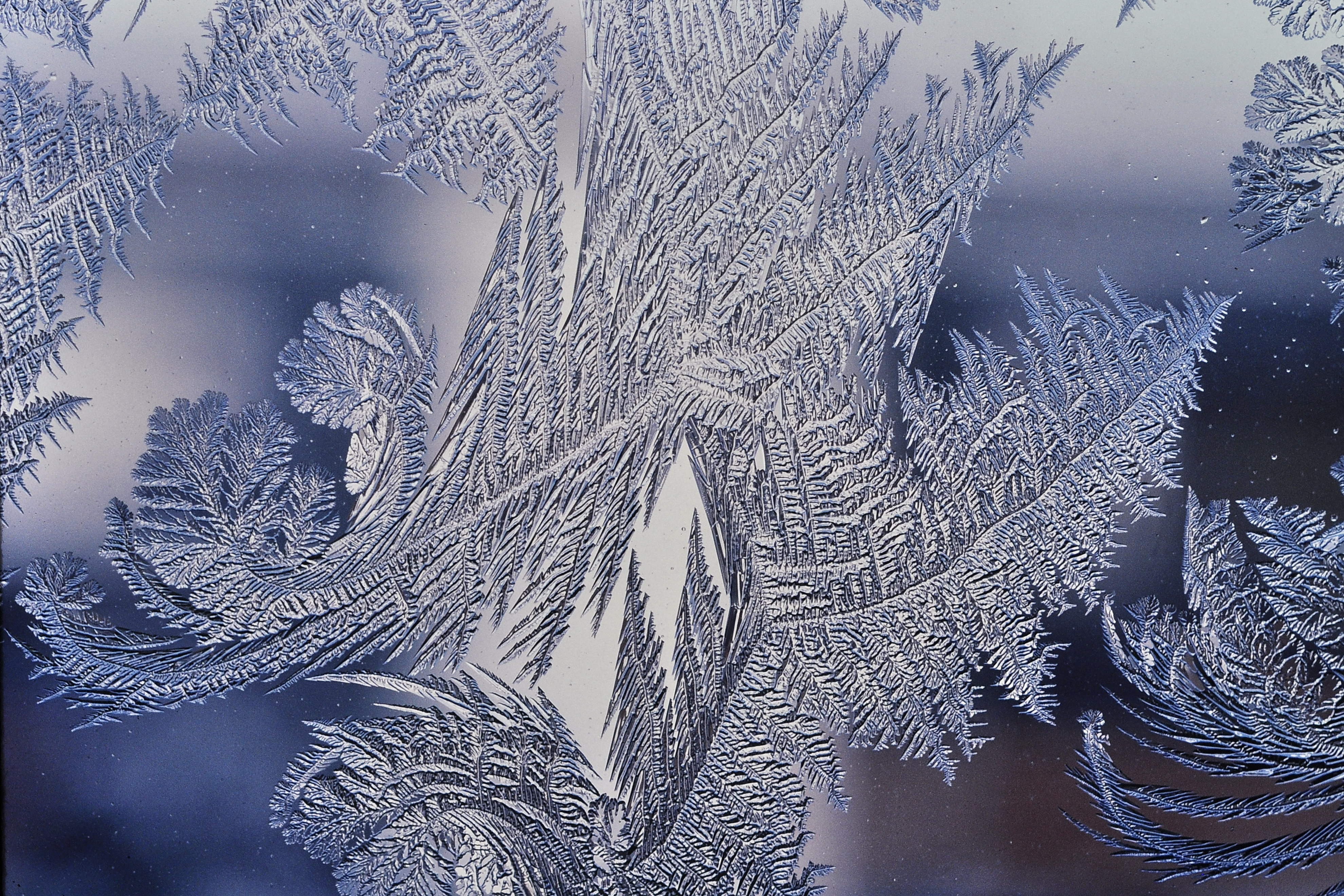
De vorming van ijsbloemen op glas is het gevolg van het rijpen van waterdamp op het koude glasoppervlak.

Rijpen is de faseovergang van gas naar vaste stof. Andere benamingen zijn neerslaan, verrijpen, desublimeren en vervasten. Ook de term depositie of thin filmdepositie wordt gebruikt in deze context.
Rijpen is een vrij zeldzaam proces. Normaal gaat de overgang van gas naar vast in twee stappen: eerst condenseert het gas tot een vloeistof, die hierna kan stollen. Bij rijpen komt de vloeistoffase echter niet aan bod. Bij rijpen moet veel energie worden afgevoerd omdat de wild en vrij bewegende moleculen van een gas allemaal netjes in een kristalrooster moeten worden gestopt waar ze alleen nog maar kunnen trillen.

## Vervluchtigen
Het tegenovergestelde van rijpen (dus de overgang van vaste fase naar gasfase zonder tussendoor een vloeistof te worden) wordt vervluchtigen of sublimeren genoemd.

## Meteorologie
In de meteorologie spreekt men van rijp bij het overgaan van waterdamp in ijs. Een voorbeeld hiervan is het ontstaan van ijsbloemen op enkelglas in de winter.